# 仏心寺 (台東区)
仏心寺（ぶっしんじ）は、東京都台東区谷中にある日蓮宗の寺院。山号は顕寿山。旧本山は和泉堺妙国寺、池上・感応寺法縁(関東堺法縁)。台東区文化財の木造日蓮上人坐像（慶安4年（1651年）制作）を祀る。

## 歴史
寛永6年（1629年）顕寿院日演（万治元年（1658年）没）を開山に浅草で創建された。慶安元年（1648年）玉林寺境内の現在地へ移転した。

## 境内
- 本堂
  - 三升家小勝墓

## 寺宝
- 木造日蓮上人坐像　仏師式部卿が制作。式部卿は喜多院（川越市）の天海僧正坐像を制作した大仏師式部卿の子または弟子とみられる。

## 歴代
- 顕寿院日演

## 交通アクセス
- 千代田線根津駅より徒歩約7分（経路案内）。

## 参考資料
- 日蓮宗寺院大鑑編集委員会『宗祖第七百遠忌記念出版 日蓮宗寺院大鑑』大本山池上本門寺 (1981年)
- 御府内寺社備考